# Land Bank of the Philippines
Land Bank of the Philippines (philippin: Bangko sa Lupa ng Pilipinas, français: Banque hypothécaire des Philippines) est une banque publique basée aux Philippines.

## Histoire
En février 2016, le gouvernement des Philippines annonce la fusion de Land Bank of the Philippines et de Development Bank of the Philippines (DBP), respectivement 4e et 7e banque des Philippines, sous une nouvelle entité qui deviendra la deuxième banque du pays et qui gardera le nom de Land Bank of the Philippines.